# Staatsrat-Mauritz-Hallberg-Preis
Der Staatsrat-Mauritz-Hallberg-Preis (schwedisch Statsrådet Mauritz Hallbergs pris oder kurz Hallbergska priset „Hallbergscher Preis“) ist ein seit 1920 jährlich von der Schwedischen Literaturgesellschaft in Finnland vergebener Preis für eine schwedischsprachige Dissertation in Finnland. Im Jahr 2022 war der Preis, über dessen Verleihung in den schwedisch- und finnischsprachigen landesweiten Medien berichtet wird, mit 25.000 Euro dotiert. Es handelt sich um die zweitbedeutendste Auszeichnung der Schwedischen Literaturgesellschaft, nach dem Karl-Emil-Tollander-Preis für finnlandschwedische Literatur.

## Name und Geschichte

Anna und Mauritz Hallberg, die Stifter des Mauritz Hallbergs donationsfond der Schwedischen Literaturgesellschaft in Finnland

Namensgeber des Preises ist der mit seinen Eltern aus Schweden eingewanderte Großunternehmer Mauritz Hallberg (1824–1951).

### Mauritz Hallbergs donationsfond
Am 16. Mai 1919 ließ Hallberg der Schwedischen Literaturgesellschaft in Finnland, deren Aufgabe die Förderung der finnlandschwedischen Sprache, Literatur und Kultur ist, eine größere Geldspende für die Einrichtung eines Fonds zukommen. Mit Hilfe dieses Stiftungsfonds wollte Hallberg jährlich an diesem Tag Wissenschaftler ehren, die „in einer im Original auf Schwedisch in Finnland herausgegebenen Dissertation ein Beispiel für besonders herausragende Forschung vorgelegt haben“ (schwedisch i en avhandling, utgiven i original på svenska i Finland, visat prov på särskilt framstående forskning).
Hintergrund ist das Ende des finnischen Bürgerkriegs und der genau ein Jahr zuvor, am 16. Mai 1918, in der Hauptstadt Helsingfors (finnisch Helsinki) stattgefundene Siegeszug der Weißen Armee. Hallberg stiftete den Preis zum Gedenken dieses Tages, an dem sich (in seinen Worten) „die Völker Finnlands zum ersten Mal als freie Nation versammelten.“
Das Grundkapital des „Mauritz-Hallberg-Stiftungsfonds“ (Mauritz Hallbergs donationsfond) betrug 750.000 Mark. Es wurde später aus dem Testament von Hallbergs Ehefrau Anna (geb. Schildt) aufgestockt. Heute beträgt das Fondskapital mehr als 2 Mio. Euro.
Laut Stiftungszweck sollten die Mittel des Fonds in zwei Hälften geteilt werden. Über die eine Hälfte durfte die Schwedische Literaturgesellschaft frei verfügen. Die andere sollte für die jährliche Preisverleihung am 16. Mai verwendet werden, wobei die Preissumme nie 10.000 Mark unterschreiten durfte und bei ausreichend vorhandenen Mitteln auch mehrere Arbeiten ausgezeichnet werden konnten.

## Verleihung
Die Schwedische Literaturgesellschaft ernennt einen Ausschuss, der sich auf einen oder mehrere Preisträger einigt. 2022 bestand dieses Gremium aus drei Repräsentanten der Literaturgesellschaft (die Rektorin Mona Forsskåhl und die Professoren Henrik Meinander und Mattias Pirholt) sowie zwei Vertretern der Åbo Akademi (die Privatdozentin Johanna Wassholm und der Professor Peter Nynäs).
Da die Auszeichnung ausschließlich für schwedischsprachige Forschung in Finnland vergeben wird, sind Finnlandschweden naturgemäß in der großen Mehrheit der Preisträger. Eine der wenigen Ausnahmen ist die Preisträgerin von 2022, die 2011 zum Studium aus Frankreich nach Finnland umgezogene Literaturwissenschaftlerin Maïmouna Jagne-Soreau (* 1991). Ihre Dissertation über „die literarische Gestaltung von im Norden nicht-weiß Geborenen und Aufgewachsenen“ behandelt die Postmigration in der skandinavischen Literatur.
Unter den bisherigen (2022) 118 Preisträgern finden sich nur etwas mehr als ein Viertel Wissenschaftlerinnen. Als erste Frau wurde 1948 die Historikerin Gunvor Kerkkonen (1903–2002) für ihre Arbeit zur „mittelalterlichen Küstenbesiedlung im westlichen Nyland“ mit dem Staatsrat-Mauritz-Hallberg-Preis geehrt.

## Preisträger
- 1920 Gunnar Castrén
- 1921 Rolf Witting
- 1922 Jarl Axel Wasastjerna
- 1923 Erik Nordenskiöld und Hjalmar Tallqvist
- 1924 Tor Karsten
- 1925 Albert Lilius
- 1926 Magnus Hammarström
- 1927 Carl Axel Nordman und Ossian Aschan
- 1928 Hugo Pipping
- 1929 Yrjö Hirn
- 1930 Ragnar Hemmer
- 1931 Väinö Tanner
- 1932 K. J. Hartman
- 1933 Karl Lindman
- 1934 Gabriel Nikander
- 1935 Ragnar Granit
- 1936 Eirik Hornborg
- 1937 Hans Ruin
- 1938 Eric Anthoni
- 1939 Johannes Wahlberg
- 1940 Rafael Karsten
- 1941 Lars-Ivar Ringbom
- 1942 E. N. Tigerstedt
- 1943 Bruno Lesch
- 1944 Nils Cleve
- 1945 Erik Ekelund
- 1946 Bertel Hintze
- 1947 Kurt Buch
- 1948 Gunvor Kerkkonen
- 1949 Olav Ahlbäck
- 1950 Göran Schildt
- 1951 Jacobus Sundman
- 1952 Carl-Eric Thors
- 1953 Jan-Magnus Jansson
- 1954 Gunnar Fougstedt
- 1955 Erik Stenius
- 1956 Hans Blomberg
- 1957 Lars Wahlbeck
- 1958 Åke Granlund
- 1959 Carl-Rudolf Gardberg
- 1960 Lars-Ivar Ringbom
- 1961 C. E. Knoellinger
- 1962 Lars Huldén
- 1963 Edward Andersson
- 1964 Lars Erik Taxell und Bengt von Törne
- 1965 Olof Riska
- 1966 Carl Axel Nordman
- 1967 John Vikström und Johan Wrede
- 1968 Stig Jägerskiöld
- 1969 Stig-Erik Bergström
- 1970 Björn Kurtén
- 1971 Nils Storå
- 1972 Dag Anckar
- 1973 Torsten Edgren
- 1974 Caj-Gunnar Lindström und Leif Nordberg
- 1975 Carl Jacob Gardberg
- 1976 Hans Saxén
- 1977 Birgit Klockars
- 1978 Fabian Dahlström
- 1979 Erik Andersson
- 1980 Krister Ståhlberg
- 1981 Peter Slotte und Rainer Fagerlund
- 1982 Allan Rosas und Peter Wetterstein
- 1983 Göran Djupsund und Lauri Karvonen
- 1984 Max Engman
- 1985 Tore Ahlbäck und Mariam Ginman
- 1986 Lena Sisula-Tulokas und Olle Sirén
- 1987 Eljas Orrman
- 1988 Ilkka Hirvonen
- 1989 Ann-Marie Ivars
- 1990 Marketta Sundman
- 1991 Anne-Marie Londen
- 1992 Ulrika Wolf-Knuts
- 1993 Nils Erik Villstrand
- 1994 Anna-Maria Åström
- 1995 Seppo Kjellberg
- 1996 Harriet Strandell
- 1997 Mikael Lindfelt
- 1998 Merja Koskela
- 1999 Beatrice Silén und Juhani Martikainen
- 2000 John Sundholm
- 2001 Björn Vikström
- 2002 Holger Lillqvist
- 2003 Petri Salo
- 2004 Susanne Österlund-Pötzsch
- 2005 Henry Nygård
- 2006 Anna Slotte-Lüttge und André Swanström
- 2007 Jutta Ahlbeck-Rehn
- 2008 Pamela Slotte
- 2009 Nina Martola
- 2010 Stefan Nygård
- 2011 Mårten Knuts und Maria Vainio-Kurtakko
- 2012 Michel Ekman
- 2013 Charlotta af Hällström-Reijonen und Jennica Thylin-Klaus
- 2014 Harry Lunabba
- 2015 Julia Tidigs
- 2016 Matias Kaihovirta und Anna Möller-Sibelius
- 2017 Freja Rudels
- 2018 Kari Tarkiainen
- 2019 Julia Dahlberg
- 2020 Sarah Wikner
- 2021 Sophie Holm
- 2022 Maïmouna Jagne-Soreau
- 2023 Emily Sundqvist